# Roselia
Roselia是作品「BanG Dream!」中登場的架空5人女子樂團，角色聲優以實際樂團形式組成的5人組合。成員們會實際演奏擔當角色的樂器。歌曲由Elements Garden和開發遊戲『BanG Dream! 少女樂團派對』的 CraftEgg共同制作。
組合以哥德式藝術為特徵表現出「重疊聲音和黑暗的世界觀」，多用哥德式風格調整翻唱歌曲以加強氣氛。

## 成員
紗夜和莉莎在劇中使用的樂器因是ESP的商品，是完全同一規格的，因「BanG Dream!」商標製作的cost performance model發售。後者的「BanG Dream!」商標製作，在琴衍/音品上寫上了「ROSELIA」，增加差別。
因擔當貝斯手角色今井莉莎的遠藤祐里香退出娛樂圈，2018年5月13日，官方宣布聲優和貝斯手將由中島由貴擔任，同日的演唱會是成為最初和最後的「遠藤和中島，新舊成員的同台演出」。Roselia成員説過「包括遠藤和中島的出演者和角色，總共11人之後也會向頂點進發」。
2018年6月30日，擔當鍵盤手角色白金燐子的明坂聰美因醫生診斷出「突發性感音神經性聽力受損」，而難以繼續樂團音樂活動。在同年9月17日舉行的演唱會上發表從Roselia活動畢業。。同年8月1日，相同角色的成員海選開始。2018年11月7日舉行的「Roselia Live Vier」中，發表志崎樺音會繼承角色。之後作為角色正式在2019年1月開始放送的電視動畫「BanG Dream! 2nd Season」交代繼承一事。在遊戲二周年時，更新角色。有關的音檔已順次序更改。
| 名字       | 聲優       | 身高  | 生日     | 擔當樂器 | 成員顏色 |
| ---------- | ---------- | ----- | -------- | -------- | -------- |
| 湊友希那   | 相羽亞衣奈 | 155cm | 10月26日 | 主唱     | 紫色     |
| 冰川紗夜   | 工藤晴香   | 161cm | 3月20日  | 結他     | 綠松色   |
| 今井莉莎   | 中島由貴   | 158cm | 8月25日  | 貝斯     | 橘紅色   |
| 宇田川亞子 | 櫻川惠     | 148cm | 7月3日   | 鼓       | 紫紅色   |
| 白金 燐子  | 志崎樺音   | 157cm | 10月17日 | 電子琴   | 灰色     |

相羽亞衣奈（主唱、飾演 湊友希那）

工藤晴香（結他手、飾演 冰川紗夜）
使用ESP 客製的M-II結他  ，正式名稱為「M-II ROSELIA SAYO」。在12琴衍中心，裝飾了一朵玫瑰。
中島由貴（貝斯手、飾演 今井莉莎〈2代目〉）
伴隨著遠藤的畢業（引退），在3rd演唱會作為「Roselia第6人」加入。
使用ESP製的貝斯，是客製的已停產的初代BOTTOM LINE，正式名稱為「BTL ROSELIA LISA」。和「M-II ROSELIA SAYO」一樣，在12琴衍的中心裝飾了玫瑰。
櫻川惠（鼓手、飾演 宇田川亞子）
使用的爵士鼓是Drum Workshop製的，而使用的亞子印象鼓棒發售中。
志崎樺音（電子琴手、飾演 白金燐子〈2代目〉）
伴隨著明坂聰美的畢業，在2018年8月1日開始舉行的新成員海選合格。在4th演唱會正式加入。在本作中是初次嘗試配音。
使用樂器是ROLAND JUNO-DS和FA-08。

### 舊成員
遠藤祐里香 （貝斯手、飾演 今井莉莎〈初代〉）
在2018年5月13日舉行的5th演唱會畢業，同年6月1日舉行個人演唱會後退出娛樂圈。
動畫中聲演 今井莉莎。2018年7月後放送的「 Girls Band Party Pico 」開始為後任的中島擔當。
遊戲中，在同年5月21日開始音檔隨時被更換。在10月5日的更新中基本上全部已被更換。但沒有打算要更換既有歌曲的音聲。
明坂聰美（鍵盤手、飾演 白金燐子〈初代〉）
在2018年9月17日舉行的「Roselia Fan Meeting 2018」畢業。畢業時的經理公司はamuleto。
動畫中聲演白金燐子，2019年1月後放送的「BanG Dream! 2nd Season」開始為後任志崎擔當。
遊戲中，開服2周年的更新開始依次更換音檔。但沒有打算要更換既有歌曲的音聲。

## 經歷

### 2016年
- 9月17日，在東京電玩展的武士道展位，作為特別嘉賓出演[1]。

### 2017年
- 2月5日，經過約半年間的練習[17]、Poppin'Party的單獨3rd演唱會「BanG Dream! 3rd☆LIVE Sparklin' PARTY 2017!」作為秘密嘉賓出場[10]。
- 4月19日，1st單曲「BLACK SHOUT（日语：BLACK SHOUT）」發售。初週售出約1.1萬張，獲得oricon公信榜週間7位的記錄[18]。
- 6月28日，2nd單曲「Re:birth day」發售[19]。
- 6月30日和7月29日，舉行1st演唱會「Roselia 1st Live Rosenlied」。
- 8月30日，3rd單曲「熱色スターマイン」發售。
- 10月8日，舉行2nd演唱會「Roselia 2nd Live Zeit」。
- 10月18日，電台節目『RoseliaのRADIO　SHOUT!』開播[20]
- 11月29日，4th單曲「ONENESS」發售。

### 2018年
- 3月21日，5th單曲「Opera of the wasteland」發售。
- 5月2日，1st專輯「Anfang（日语：Anfang）」發售[21]。
- 5月9日，Amazon Music Unlimited『Side by Side Roselia』配信開始。相羽亞衣奈（飾演 湊友希那）去介紹樂團的歌曲
- 5月13日，舉行3rd演唱會「BanG Dream! 5th☆LIVE Day2:Roselia -Ewigkeit-」。飾演今井莉莎遠藤畢業，作為後任的中島加入。成為最初和最後的「遠藤和中島共同演出」[5][12]。
- 7月25日，6th單曲「R」發售。出演電視節目『2018 FNSうたの夏まつり（日语：2018 FNSうたの夏まつり）』（富士電視台），和『Love Live! Sunshine!!』的Aqours共同演出[22]。
- 8月1日至13日，舉行擔任 鍵盤手・白金燐子 的新成員海選[23][24]。
- 8月31日，Roselia 1st寫真集「Ehre」發售[25]。
- 9月17日，在川崎市運動文化中心舉行「Roselia Fan Meeting 2018」[26]。本公演後明坂從Roselia的活動畢業[8]。新成員加入之前，開始以相羽・工藤・中島・櫻川的4人體制活動[9]。
- 11月7日，舉行4th演唱會「Roselia Live Vier」[注 6]。志崎作為明坂的後任加入。再度作為5人體制開始活動。
- 12月7日，BanG Dream! 6th☆LIVE Day1: RAISE A SUILEN「Brave New World」作為開場曲参加[27]。
- 12月12日，7th單曲「BRAVE JEWEL（日语：BRAVE JEWEL）」發售。

### 2019年
- 2月19日，出演電視節目『沼にハマってきいてみた（日语：沼にハマってきいてみた）「バンドリ」』（NHK教育頻道）[28]。
- 2月20日，8th單曲「Safe and Sound」發售。
- 2月21日，舉行演唱會『BanG Dream! 7th☆LIVE Day1「Hitze」』。
- 7月24日，9th單曲「FIRE BIRD」發售。
- 8月3日、4日，舉行單獨演唱會「Flamme」/「Wasser」。
- 11月6日，發售2017年至2018年的演唱會影像的藍光碟「Roselia 2017-2018 LIVE BEST -Soweit-」。
- 11月29日，在東京國際展示場舉行演唱會「Rausch und/and Craziness」前日祭，預先販賣和展示演唱會周邊。
- 11月30日、12月1日，和RAISE A SUILEN一起舉行演唱會「Rausch und/and Craziness」。

### 2020年
- 1月2日，出演「オダイバ!!超次元音楽祭（日语：オダイバ!!超次元音楽祭）」(富士電視台)。
- 1月15日，10th單曲「約束」發售。
- 1月16日，在Zepp名古屋舉行「RoseliaのRADIO SHOUT!」的特別單獨講談節目『RoseliaのRADIO SHOUT! -Lachen- in Nagoya』[29]。
- 2月1日，在武藏野之森綜合體育廣場舉行演唱會「Rausch」
- 3月7日，在第14回聲優獎獲得歌唱賞[30]。
- 7月15日，2nd專輯「Wahl」發售。
- 8月21日，出演在富士急樂園舉行的「BanG Dream! 8th☆LIVE 夏の野外3DAYS」DAY1。
- 12月12日，和RAISE A SUILEN一起舉行演唱會「Rausch und/and Craziness-interlude-」。
- 12月30日，取消予定出演幕張展覽館舉行「COUNTDOWN JAPAN 20-21」DAY3[31]。

### 2021年
- 1月20日，11th單曲「ZEAL of proud」發售。
- 2月22日，和RAISE A SUILEN一起舉行演唱會「Rausch und/and CrazinessII」。
- 6月30日，1st迷你專輯「劇場版「BanG Dream! Episode of Roselia」Theme Songs Collection」發售。
- 8月21日、22日，和Poppin’Party一起舉行演唱會「BanG Dream! 9th☆LIVE The Beginning」。
- 11月20日，與Poppin’Party一起出演「ANIMAX MUSIX 2021」。
- 12月11日、12日，舉行演唱會「Edelstein」。
- 12月15日，Blu-ray「劇場版「BanG Dream! Episode of Roselia Ⅰ : 約束」」與「劇場版「BanG Dream! Episode of Roselia Ⅱ : Song I am.」同時發售。

### 2022年
- 5月18日，2nd迷你專輯「ROZEN HORIZON」發售。
- 5月21日、22日，舉行演唱會「Episode of Roselia」。
- 9月22日，出演在有明體育館舉行的「BanG Dream! 10th☆LIVE」DAY1。
- 5月18日，12th單曲「Swear ~Night and Day~」發售。
- 11月12日，和Poppin'Party、RAISE A SUILEN、Morfonica、佐倉綾音、伊藤美來、吉田有里一起在西武巨蛋舉行聯合演唱會「BanG Dream! Special☆LIVE Girls Band Party! 2020→2022」。

### 2023年
- 2月5日，和Morfonica一起舉行演唱會「BanG Dream! 11th☆LIVE 星空の夜想曲」。
- 4月26日，13th單曲「THRONE OF ROSE」發售。
- 5月4日，出演「JAPAN JAM 2023」。
- 5月28日，作為開場表演參加RAISE A SUILEN演唱會「RAISE A SUILEN LIVE 2023「EXCLAMATION HIGHLAND」」。
- 8月25日，出演「Animelo Summer Live 2023 -AXEL-」。
- 9月16日、17日，舉行演唱會「Farbe」。
- 12月13日，14th單曲「VIOLET LINE」發售。
- 12月29日，出演「COUNTDOWN JAPAN 23/24」。

### 2024年
- 2月17日到6月30日，舉辦樂團首次全國巡迴公演，共計5城市8公演。
- 6月26日，3rd專輯「Für immer」發售。
- 7月14日，出演「LuckyFes 2024」。
- 8月3日，作為巡迴追加公演，在上海舉辦樂團首次海外單獨公演。
- 12月11日，15th單曲「礎の花冠」發售。
- 12月14日，舉行演唱會「Stille Nacht, Rosen Nacht」。
- 12月15日，作為開場表演參加Ave Mujica 4th LIVE「Adventus」。

### 2025年
- 2月15日，在上海東方體育中心舉辦Roselia「Stille Nacht, Rosen Nacht」上海追加公演。
- 2月23日，在新都市展演廳舉辦RoseliaのRADIO SHOUT! -Spaß-線下活動。
- 6月15日，舉行演唱會「Sei stark」。
- 6月26日，16th單曲「Dazzle the Destiny」與17th單曲「Requiem for Fate」發售。
- 9月12日，計劃在duo MUSIC EXCHANGE舉辦免費演唱會「Stolz」, 現場僅限購買16th單曲和17th單曲的抽選資格獲得者參加, 並在YouTube上免費直播。[32]

## 音樂風格
2020年6月開始擔任Roselia的樂隊製作人的濵口直也，在有關樂隊的音樂性的SPICE採訪中有說過，具體例如「哥特風的氛圍」和小調和曲調。
技術層面之上的是同步演奏採取這樣的手法，樂團的日常練習製作人和各器材的擔當也可以參加。
根據濱口的話，成員、樂手和製作人有提出建議和討論。
例如，貝斯手的中島的情況，為了令敲弦更加容易，提出想在貝斯上裝上Finger Ramp部件。

### 舞台表演
為了跟隨樂團的世界觀，在演唱會上，用燈光引出莊嚴的氛围、開場曲沿用古典音樂。濱口對其他樂團的演出被指定歌曲數量的情況，說Roselia的演出是被指定來撐起場面的。演出層面之上也好，作為成員和樂手給一個舉行好演唱會的態度是必須的，例如，主唱擔當的相羽亞衣奈，主持時的水份補給也是演出的一部份。

## 音樂作品

### 單曲
|            | 發售日         | 標題                   | 規格產品編號                                                            | 規格產品編號 | Oricon 最高排名 |
| CD+Blu-ray | 發售日         | 標題                   | CD                                                                      | | Oricon 最高排名 |
| ---------- | -------------- | ---------------------- | ----------------------------------------------------------------------- | --- | --------------- |
| 1st        | 2017年4月19日  | BLACK SHOUT            | BRMM-10085                                                              | BRMM-10086 | 6名             |
| 2nd        | 2017年6月28日  | Re:birth day           | BRMM-10090                                                              | BRMM-10091 | 9名             |
| 3rd        | 2017年8月30日  | 熱色スターマイン       | 不適用                                                                  | BRMM-10094 | 3名             |
| 4th        | 2017年11月29日 | ONENESS                | BRMM-10102                                                              | BRMM-10103 | 8名             |
| 5th        | 2018年3月21日  | Opera of the wasteland | 不適用                                                                  | BRMM-10111 | 2名             |
| 6th        | 2018年7月25日  | R                      | BRMM-10127                                                              | BRMM-10128 | 3名             |
| 7th        | 2018年12月12日 | BRAVE JEWEL            | BRMM-10142                                                              | BRMM-10143 | 3名             |
| 8th        | 2019年2月20日  | Safe and Sound         | BRMM-10160                                                              | BRMM-10161 | 3名             |
| 9th        | 2019年7月24日  | FIRE BIRD              | BRMM-10194                                                              | BRMM-10195 | 5名             |
| 10th       | 2020年1月15日  | 約束                   | BRMM-10226                                                              | BRMM-10227 | 5名             |
| 11th       | 2021年1月20日  | ZEAL of proud          | BRMM-10328                                                              | BRMM-10329 | 2名             |
| 12th       | 2022年10月26日 | Swear ~Night and Day~  | BRMM-10576                                                              | BRMM-10577 |                 |
| 13th       | 2023年4月26日  | THRONE OF ROSE         | BRMM-10643                                                              | - BRMM-10644 (湊友希那Ver.) - BRMM-10645 (冰川紗夜Ver.) - BRMM-10646 (今井莉莎Ver.) - BRMM-10647 (宇田川亞子Ver.) - BRMM-10648 (白金燐子Ver.) |                 |
| 14th       | 2023年12月13日 | VIOLET LINE            | BRMM-10730                                                              | - BRMM-10731 (湊友希那Ver.) - BRMM-10732 (冰川紗夜Ver.) - BRMM-10733 (今井莉莎Ver.) - BRMM-10734 (宇田川亞子Ver.) - BRMM-10735 (白金燐子Ver.) |                 |
| 15th       | 2024年12月11日 | 礎の花冠               | - BRMM-10854 (Blu-ray付生產限定盤A) - BRMM-10855 (Blu-ray付生產限定盤B) | BRMM-10856 |                 |
| 16th       | 2025年6月26日  | Dazzle the Destiny     | BRMM-10918                                                              | BRMM-10919 |                 |
| 17th       | 2025年6月26日  | Requiem for Fate       | BRMM-10920                                                              | BRMM-10921 |                 |

### 專輯
|            | 發售日        | 標題      | 規格產品編號 | 規格產品編號 | Oricon 最高排名 |
| CD+Blu-ray | 發售日        | 標題      | CD           |              | Oricon 最高排名 |
| ---------- | ------------- | --------- | ------------ | ------------ | --------------- |
| 1st        | 2018年5月2日  | Anfang    | BRMM-10121   | BRMM-10122   | 2位             |
| 2nd        | 2020年7月15日 | Wahl      | BRMM-10266   | BRMM-10267   | 3位             |
| 3rd        | 2024年6月26日 | Für immer | BRMM-10788   | BRMM-10789   |                 |

## 合作
| 歌曲                   | 合作                                                | 時期   |
| ---------------------- | --------------------------------------------------- | ------ |
| 熱色スターマイン       | OVA『BanG Dream!』片尾曲                            | 2017年 |
| -HEROIC ADVENT-        | 電視動畫『卡片戰鬥先導者 G』片尾曲                  | 2017年 |
| Legendary              | 電視動畫『卡片戰鬥先導者 (2018年)』片頭曲           | 2018年 |
| BRAVE JEWEL            | 電視動畫『BanG Dream! 2nd Season』片頭曲            | 2019年 |
| BRAVE JEWEL            | 電視節目『バンドリ!TV』片頭曲                       | 2019年 |
| BRAVE JEWEL            | 劇場版「BanG Dream! FILM LIVE」插曲                 | 2019年 |
| Safe and Sound         | 電視動畫『BanG Dream! 2nd Season』片尾曲            | 2019年 |
| LOUDER                 | 電視動畫『BanG Dream! 2nd Season』插曲              | 2019年 |
| LOUDER                 | 劇場版「BanG Dream! FILM LIVE」插曲                 | 2019年 |
| LOUDER                 | 電視動畫『BanG Dream! 3rd Season』插曲              | 2020年 |
| BLACK SHOUT            | 電視動畫『BanG Dream! 2nd Season』插曲              | 2019年 |
| BLACK SHOUT            | 劇場版「BanG Dream! FILM LIVE」插曲                 | 2019年 |
| Determination Symphony | 電視動畫『BanG Dream! 2nd Season』插曲              | 2019年 |
| Determination Symphony | 電視動畫『BanG Dream! 3rd Season』插曲              | 2020年 |
| FIRE BIRD              | 電視動畫『BanG Dream! 2nd Season』插曲              | 2019年 |
| FIRE BIRD              | 電視節目『バンドリ!TV』片頭曲                       | 2019年 |
| FIRE BIRD              | 劇場版「BanG Dream! FILM LIVE」插曲                 | 2019年 |
| FIRE BIRD              | 電視動畫『BanG Dream! 3rd Season』插曲              | 2020年 |
| Ringing Bloom          | 電視節目『バンドリ!TV』片尾曲                       | 2019年 |
| Avant-garde HISTORY    | 電視動畫『BanG Dream! 3rd Season』 BanG Dream! 插曲 | 2020年 |
| ZEAL of proud          | 電視動畫『卡片戰鬥先導者 overDress』片頭曲          | 2021年 |

## 演唱會
| #  | 年份   | 標題                                                                         | 會場                                                                               |
| -- | ------ | ---------------------------------------------------------------------------- | ---------------------------------------------------------------------------------- |
| 1  | 2017年 | Roselia 1st Live「Rosenlied」                                                | 全1公演：6月30日 shibuya duo MUSIC EXCHANGE 全1公演：7月29日 有明競技場（追加公演) |
| 2  | 2017年 | Roselia 2nd Live「Zeit」                                                     | 全1公演：10月8日 幕張展覽館                                                        |
| 3  | 2018年 | BanG Dream! 5th☆LIVE Day2:Roselia -Ewigkeit-                                 | 全1公演：5月13日 幕張展覽館国際展示場1〜3ホール                                    |
| 4  | 2018年 | Roselia Live「Vier」                                                         | 全1公演：11月7日 品川Stellar Ball                                                  |
| 5  | 2019年 | BanG Dream! 7th☆LIVE Day1「Hitze」                                           | 全1公演：2月21日 日本武道館                                                        |
| 6  | 2019年 | DAY1 Roselia「Flamme」                                                       | 全2公演：8月3日・8月4日 富士急樂園・コニファーフォレスト                           |
| 6  | 2019年 | DAY2 Roselia「Wasser」                                                       | 全2公演：8月3日・8月4日 富士急樂園・コニファーフォレスト                           |
| 7  | 2019年 | Roselia×RAISE A SUILEN 「Rausch und/and Craziness」                          | 全2公演：11月30日・12月1日 幕張展覽館国際展示場4〜6ホール                          |
| 8  | 2020年 | Rausch und/and Craziness單獨追加公演「Rausch」                               | 全1公演：2月1日 武藏野之森綜合體育廣場                                             |
| 9  | 2020年 | BanG Dream! 8th☆LIVE 夏の野外3DAYS DAY1 「Einheit」                          | 全1公演：8月21日 富士急樂園・コニファーフォレスト                                  |
| 10 | 2020年 | Roselia×RAISE A SUILEN共同演唱會直播「Rausch und/and Craziness -interlude-」 | 12月12日：收費直播                                                                 |
| 11 | 2021年 | Roselia×RAISE A SUILEN「Rausch und/and CrazinessⅡ」                          | 全1公演：2月22日 橫濱體育館                                                        |
| 12 | 2021年 | BanG Dream! 9th☆LIVE「The Beginning」                                        | 全2公演：8月21日・8月22日 富士急樂園・コニファーフォレスト                         |
| 13 | 2021年 | Roselia「Edelstein」                                                         | 全2公演：12月11日・12月12日 名古屋國際會議場センチュリーホール                     |
| 14 | 2022年 | Roselia「Episode of Roselia DAY1 : Weißklee」                                | 全2公演：5月21日・5月22日 富士急樂園・コニファーフォレスト                         |
| 14 | 2022年 | Roselia「Episode of Roselia DAY2 : Rose」                                    | 全2公演：5月21日・5月22日 富士急樂園・コニファーフォレスト                         |
| 15 | 2022年 | BanG Dream! 10th☆LIVE「Sonnenschein」                                        | 全1公演：9月22日 有明體育館                                                        |
| 16 | 2022年 | BanG Dream! Special☆LIVE Girls Band Party! 2020→2022                         | 全1公演：11月12日 西武巨蛋                                                         |
| 17 | 2023年 | BanG Dream! 11th☆LIVE「星空の夜想曲」                                        | 全1公演：2月5日 有明體育館                                                         |
| 18 | 2023年 | Roselia「Farbe」                                                             | 全2公演：9月16日・9月17日 有明體育館                                               |
| 19 | 2024年 | Roselia LIVE TOUR「Rosenchor」                                               | 全8公演：2024年2月17日 - 2024年6月30日                                             |
| 19 | 2024年 | Roselia LIVE TOUR「Rosenchor」                                               | 2月17日・2月18日 大阪城展演廳 (大阪府)                                             |
| 19 | 2024年 | Roselia LIVE TOUR「Rosenchor」                                               | 5月4日・5月5日 札幌市民ホール (北海道)                                             |
| 19 | 2024年 | Roselia LIVE TOUR「Rosenchor」                                               | 5月18日 愛知県芸術劇場 大ホール (愛知縣)                                           |
| 19 | 2024年 | Roselia LIVE TOUR「Rosenchor」                                               | 5月26日 福岡太陽宮 (福岡縣)                                                        |
| 19 | 2024年 | Roselia LIVE TOUR「Rosenchor」                                               | 6月29日・6月30日 東京ガーデンシアター (東京都)                                     |
| 19 | 2024年 | Roselia LIVE TOUR「Rosenchor」                                               | 追加公演 全1公演：8月3日 上海靜安體育中心                                          |
| 20 | 2024年 | Roselia「Stille Nacht, Rosen Nacht」                                         | 全1公演：12月14日 武藏野之森綜合體育廣場                                           |
| 20 | 2025年 | Roselia「Stille Nacht, Rosen Nacht」                                         | 追加公演 全1公演：2月15日 浦發銀行東方體育中心                                     |
| 21 | 2025年 | Roselia「Sei stark」                                                         | 全1公演：6月15日 有明體育館                                                        |

## 活動
- ミルキィホームズ&ブシロード10周年&スクフェス4周年記念ライブ in横浜アリーナ（橫濱體育館、2017年4月30日[43]）
- Animelo Summer Live 2017 THE CARD（埼玉超級競技場、2017年8月25日） - 以Roselia from BanG Dream![44]的名義參加
- BanG Dream!×ミルキィホームズ×けものフレンズ　ハウステンボス　スペシャルライブ 2018（豪斯登堡、2018年2月11日[45]）
- バンドリーマー感謝キャラバン（日本全国、2018年9月2日 - 2018年11月25日）
- CharaExpo USA 2018（美國加利福尼亞州Anaheim Convention Center、2018年11月10日、11日）
- BanG Dream! 6th☆LIVE Brave New World（兩國國技館、2018年12月7日）開場表演
- バンドリ！ラジオ祭り！（橫濱國際平和會議場 國立大廳、2019年2月8日）
- 「バンドリ！ ラジオ祭り！」RADIO SHOUT!×RADIO R･I･O･T（太陽劇團東京劇場、2019年5月14日）
- Poppin’Party×SILENT SIREN対バンライブ『NO GIRL NO CRY』（西武巨蛋、2019年5月18日）嘉賓表演
- ガルパーティ！&スタリラ祭 2019 in池袋（池袋太陽城、2019年6月8日、6月9日）
- BILIBILI MACRO LINK-STAR PHASE 2019（梅賽德斯－奔馳文化中心、2019年7月21日）
- Animelo Summer Live 2019 -STORY-（埼玉超級競技場、2019年8月30日）
- ANIMAX MUSIX 2019 KOBE（神戶世界紀念館、2019年10月27日）
- Chara Expo USA 2019（Anaheim Convention Center 、2019年12月7日、8日）
- RADIO EXPO 〜TBSラジオ万博2020〜（パシフィコ横浜展示ホール、2020年2月11日）
- BanG Dream! Special☆LIVE Girls Band Party! 2020（西武巨蛋、2020年5月3日）※延期
- COUNTDOWN JAPAN 20/21（幕張展覽館1〜11 Hall、Event Hall、2020年12月30日）※取消
- オダイバ!!超次元音楽祭（日语：オダイバ!!超次元音楽祭） - ヨコハマからハッピーバレンタインフェス2021編（ぴあアリーナMM、2021年2月14日）
- BanG Dream! Girls Talk Party! 2021(線上直播　2021年6月5日、6日)
- ANIMAX MUSIX 2021（橫濱體育館、2021年11月20日）
- ブシロード15周年記念ライブ in ベルーナドーム（西武巨蛋、2022年11月13日)
- COUNTDOWN JAPAN 22/23（幕張展覽館、2022年12月30日）
- JAPAN JAM 2023（千葉市蘇我スポーツ公園、2023年5月4日）
- RAISE A SUILEN LIVE 2023「EXCLAMATION HIGHLAND（富士急樂園・コニファーフォレスト、2023年5月28日）開場表演
- Animelo Summer Live 2023 -AXEL-（埼玉超級競技場、2023年8月25日）
- COUNTDOWN JAPAN 23/24（幕張展覽館、2023年12月29日）
- LuckyFes 2024 (國營常陸海濱公園、2024年7月14日)
- Ave Mujica 4th LIVE「Adventus」(武藏野之森綜合體育廣場、2025年12月15日) 開場表演

## 電台
『RoseliaのRADIO SHOUT!』是2017年10月18日開始在HiBiKi Radio Station廣播的網絡電台節目。每週三更新。主持是工藤晴香（飾演 冰川紗夜）、櫻川惠（飾演 宇田川亞子）。
2018年，被提名 第4回『アニラジアワード』最優秀女性廣播賞的新人部門。
因上述情況、2019年9月30日開始在日本放送『バンドリ!ポッピンラジオ!』『RoseliaのRADIO SHOUT!』『RAISE A SUILENのRADIO R･I･O･T』的3個節目實施3個月的循環播放。『RoseliaのRADIO SHOUT!』是2020年1月6日至3月30日，每週一廣播。3月16日或之前是20:20 - 20:50的時間段廣播的，但3月23日和30日因 Nippon Broadcasting System Show Up Nighter的廣播延遲10分鐘在0:30 - 21:00廣播。助理是ニッポン放送廣播員的吉田尚記。『ポッピンラジオ!』也是同樣地，在北日本廣播的同時網絡廣播，因前述的理由3月16日開始結束網絡廣播。
2021年4月5日開始，重新在ニッポン放送廣播至6月28日。廣播時間是星期一的20:30 - 21:00，開始ニッポン放送獨家的本地廣播。另外，利用4月10日的專業野球轉播，在19:00 - 21:00廣播特別編『RoseliaのRADIO SHOUT〜約束SP〜』。
| 嘉賓                                | 出演集數                                                                                          |
| ----------------------------------- | ------------------------------------------------------------------------------------------------- |
| 相羽亞衣奈（飾演 湊友希那 ）        | #7・8・23・24・29・41・42・47・48・52・70・71・73・94・95・134・146・135・147・162・163・200・201 |
| 明坂聡美（飾演白金燐子〈初代〉）    | #12・13・30・47・48                                                                               |
| 遠藤祐里香（飾演 今井莉莎〈初代〉） | #20・30                                                                                           |
| 愛美（飾演戶山香澄）                | #23・196・197                                                                                     |
| 中島由貴（飾演 今井莉莎〈2代目〉）  | #34・47・48・51・52・64・65・73・80・81・94・95・122・146・163                                    |
| 三澤紗千香（飾演 青葉摩卡）         | #55                                                                                               |
| Raychell（飾演 和奏瑞依）           | #61・62                                                                                           |
| 倉知玲鳳（飾演 鳰原令王那）         | #61・62                                                                                           |
| 志崎樺音（飾演 白金燐子〈2代目〉）  | #63・64・65・73・94・95・108・109・120・121・147・173                                             |
| 佐倉綾音（飾演 美竹蘭）             | #194                                                                                              |

## 雜誌
- Entzünden

月刊ギグス2018年10月号（8月27日發售）開始不定期連戴的專欄—Entzünden（「起火」的意思）和名字一樣，是為之後開始學樂器遇上挫折的人開設特別企劃。

## 書籍
寫真集
- Roselia寫真集「Ehre」（2018年8月31日）

## 脚注